# 1926 год

Карта Дальневосточного края РСФСР

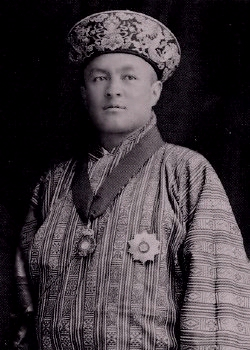
Король Бутана Джигме Вангчук

1926 (ты́сяча девятьсо́т два́дцать шесто́й) год  по григорианскому календарю — невисокосный год, начинающийся в пятницу. Это 1926 год нашей эры, 6‑й год 3‑го десятилетия XX века 2‑го тысячелетия, 7‑й год 1920‑х годов. Он закончился 99 лет назад.
| Пн | Вт | Ср | Чт | Пт | Сб | Вс |
|    |    |    |    | 1  | 2  | 3  |
| 4  | 5  | 6  | 7  | 8  | 9  | 10 |
| 11 | 12 | 13 | 14 | 15 | 16 | 17 |
| 18 | 19 | 20 | 21 | 22 | 23 | 24 |
| 25 | 26 | 27 | 28 | 29 | 30 | 31 |

| Пн | Вт | Ср | Чт | Пт | Сб | Вс |
| 1  | 2  | 3  | 4  | 5  | 6  | 7  |
| 8  | 9  | 10 | 11 | 12 | 13 | 14 |
| 15 | 16 | 17 | 18 | 19 | 20 | 21 |
| 22 | 23 | 24 | 25 | 26 | 27 | 28 |

| Пн | Вт | Ср | Чт | Пт | Сб | Вс |
| 1  | 2  | 3  | 4  | 5  | 6  | 7  |
| 8  | 9  | 10 | 11 | 12 | 13 | 14 |
| 15 | 16 | 17 | 18 | 19 | 20 | 21 |
| 22 | 23 | 24 | 25 | 26 | 27 | 28 |
| 29 | 30 | 31 |    |    |    |    |

| Пн | Вт | Ср | Чт | Пт | Сб | Вс |
|    |    |    | 1  | 2  | 3  | 4  |
| 5  | 6  | 7  | 8  | 9  | 10 | 11 |
| 12 | 13 | 14 | 15 | 16 | 17 | 18 |
| 19 | 20 | 21 | 22 | 23 | 24 | 25 |
| 26 | 27 | 28 | 29 | 30 |    |    |

| Пн | Вт | Ср | Чт | Пт | Сб | Вс |
|    |    |    |    |    | 1  | 2  |
| 3  | 4  | 5  | 6  | 7  | 8  | 9  |
| 10 | 11 | 12 | 13 | 14 | 15 | 16 |
| 17 | 18 | 19 | 20 | 21 | 22 | 23 |
| 24 | 25 | 26 | 27 | 28 | 29 | 30 |
| 31 |    |    |    |    |    |    |

| Пн | Вт | Ср | Чт | Пт | Сб | Вс |
|    | 1  | 2  | 3  | 4  | 5  | 6  |
| 7  | 8  | 9  | 10 | 11 | 12 | 13 |
| 14 | 15 | 16 | 17 | 18 | 19 | 20 |
| 21 | 22 | 23 | 24 | 25 | 26 | 27 |
| 28 | 29 | 30 |    |    |    |    |

| Пн | Вт | Ср | Чт | Пт | Сб | Вс |
|    |    |    | 1  | 2  | 3  | 4  |
| 5  | 6  | 7  | 8  | 9  | 10 | 11 |
| 12 | 13 | 14 | 15 | 16 | 17 | 18 |
| 19 | 20 | 21 | 22 | 23 | 24 | 25 |
| 26 | 27 | 28 | 29 | 30 | 31 |    |

| Пн | Вт | Ср | Чт | Пт | Сб | Вс |
|    |    |    |    |    |    | 1  |
| 2  | 3  | 4  | 5  | 6  | 7  | 8  |
| 9  | 10 | 11 | 12 | 13 | 14 | 15 |
| 16 | 17 | 18 | 19 | 20 | 21 | 22 |
| 23 | 24 | 25 | 26 | 27 | 28 | 29 |
| 30 | 31 |    |    |    |    |    |

| Пн | Вт | Ср | Чт | Пт | Сб | Вс |
|    |    | 1  | 2  | 3  | 4  | 5  |
| 6  | 7  | 8  | 9  | 10 | 11 | 12 |
| 13 | 14 | 15 | 16 | 17 | 18 | 19 |
| 20 | 21 | 22 | 23 | 24 | 25 | 26 |
| 27 | 28 | 29 | 30 |    |    |    |

| Пн | Вт | Ср | Чт | Пт | Сб | Вс |
|    |    |    |    | 1  | 2  | 3  |
| 4  | 5  | 6  | 7  | 8  | 9  | 10 |
| 11 | 12 | 13 | 14 | 15 | 16 | 17 |
| 18 | 19 | 20 | 21 | 22 | 23 | 24 |
| 25 | 26 | 27 | 28 | 29 | 30 | 31 |

| Пн | Вт | Ср | Чт | Пт | Сб | Вс |
| 1  | 2  | 3  | 4  | 5  | 6  | 7  |
| 8  | 9  | 10 | 11 | 12 | 13 | 14 |
| 15 | 16 | 17 | 18 | 19 | 20 | 21 |
| 22 | 23 | 24 | 25 | 26 | 27 | 28 |
| 29 | 30 |    |    |    |    |    |

| Пн | Вт | Ср | Чт | Пт | Сб | Вс |
|    |    | 1  | 2  | 3  | 4  | 5  |
| 6  | 7  | 8  | 9  | 10 | 11 | 12 |
| 13 | 14 | 15 | 16 | 17 | 18 | 19 |
| 20 | 21 | 22 | 23 | 24 | 25 | 26 |
| 27 | 28 | 29 | 30 | 31 |    |    |

## События

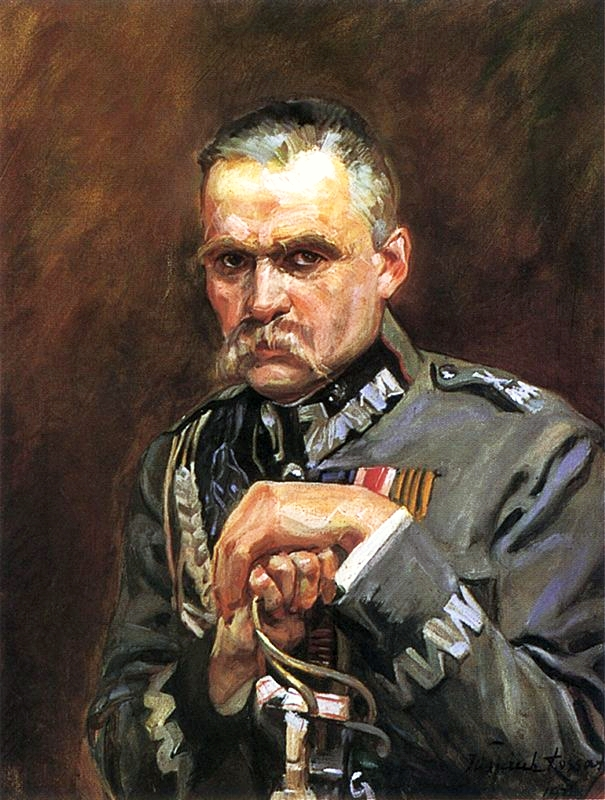
Польский премьер-министр Юзеф Клеменс Пилсудский

- 4 января — в составе РСФСР образован Дальневосточный край[1].
- 10 января — Эрнандо Силес Рейес вступил на должность президента Боливии.

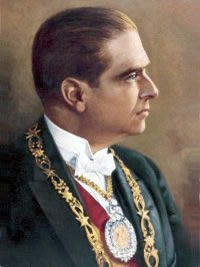
Боливийский президент Мариано Эрнандо Силес Рейес

- 1 февраля — образование Киргизской Автономной Советской Социалистической Республики.[2]
- 5 февраля — вооружённое нападение на советских дипломатических курьеров Т. И. Нетте (убит) и И. А. Махмасталя (ранен) на территории Латвии.
- 12 февраля — город Новониколаевск переименован в Новосибирск.
- 14 марта — Карлос Хосе Солорсано (отправленный в бессрочный отпуск с 16 января 1926 года) сложил полномочия президента Никарагуа. Новым президентом страны провозглашён Эмилиано Чаморро[3].
- 23 апреля — подписан Берлинский договор между СССР и Германией, который подтверждал взаимные обязательства, установленные Рапалльским договором 1922 года.
- 24 апреля — в Москве произошло крупнейшее за советский период наводнение, уровень воды в Москве-реке поднялся до 8 метров.
- 4 мая — в Великобритании началась всеобщая стачка, в которой первоначально участвовали около 3 миллионов рабочих[4].
- 11 мая — Верховный суд Великобритании объявил незаконной всеобщую стачку, в которой участвовало около пяти миллионов человек[4].
- 12 мая — Генеральный совет Британского конгресса трейд-юнионов отменил всеобщую стачку. Горняки отказались подчиниться этому решению[4].
- 12—15 мая — государственный переворот в Польше, установление авторитарного режима «санации», при котором фактическая власть в стране оказалась в руках у военного министра Юзефа Пилсудского.
- 23 мая — вступила в силу первая Конституция Великого Ливана, подмандатной территории Франции[5].
- 26 мая — в Никарагуа Либеральная партия подняла восстание против правительства Эмилиано Чаморро[6].
- 1 июля — Национально-революционная армия Гоминьдана начала Северный поход[7].
- 20 июля — город Екатеринослав переименован в Днепропетровск в честь советского украинского партийного деятеля Г. И. Петровского.
- 23 июля — завершился открывшийся 14 июля пленум ЦК ВКП(б). Пленум вывел Г. Е. Зиновьева из состава Политбюро ЦК ВКП(б) и избрал в состав Политбюро Я. Э. Рудзутака[8].
- 17 августа — состоялось первое награждение Премией имени В. И. Ленина[9].
- 21 августа — Джигме Вангчук стал королём Бутана.
- 28 сентября — подписан договор о ненападении между СССР и Литвой[10].
- 19 октября — в Никарагуа Аугусто Сесар Сандино сформировал партизанский отряд и присоединился к восстанию либералов[6].
- 23 октября — объединённый пленум ЦК и ЦКК ВКП(б) вывел Л. Д. Троцкого из состава Политбюро ЦК ВКП(б) и освободил Л. Б. Каменева от обязанностей кандидата в члены Политбюро ЦК ВКП(б)[8].
- 3 ноября — объединённый пленум ЦК и ЦКК ВКП(б) освободил Г. К. Орджоникидзе от обязанностей кандидата в члены Политбюро ЦК ВКП(б)[8].
- 5 ноября — открыта комета Комас Сола.
- 14 ноября — на пост президента Никарагуа, в соответствии с соглашениями, достигнутыми на борту корабля ВМС США «Денвер», вступил назначенный на этот пост специальной сессией конгресса Адольфо Диас Ресинос. В тот же день Либеральная партия, не признавшая соглашений на «Денвере», провозгласила президентом Никарагуа бывшего вице-президента Хуана Батисту Сакасу. В стране начался новый этап гражданской войны[11].
- 19 ноября — принят второй Кодекс законов о браке и семье РСФСР[12].
- 21 ноября — в Витебске открыт Второй Белорусский Государственный театр (БГТ-2).
- 27 ноября — Италия и Республика Албания подписали Пакт о дружбе и безопасности, фактически восстановивший итальянский протекторат над Албанией[13].
- 30 ноября — завершена начавшаяся в мае забастовка британских шахтёров[4].
- 5 декабря — пуск Волховской ГЭС[14].
- 17 декабря — майор Повилас Плехавичюс осуществил переворот в Литве и привёл к власти партию таутининков[15]. Новым премьер-министром вместо Миколаса Слежявичюса назначен Аугустинас Вольдемарас. Через два дня Антанас Сметона сменил Казиса Гринюса на посту президента Литвы[16].
- 23 декабря — интервенция США в Никарагуа.
- 31 декабря — формально распался Латинский валютный союз в составе Франции, Бельгии, Италии, Швейцарии и Греции, созданный в 1865 году для унификации чеканки золотых и серебряных монет[17].

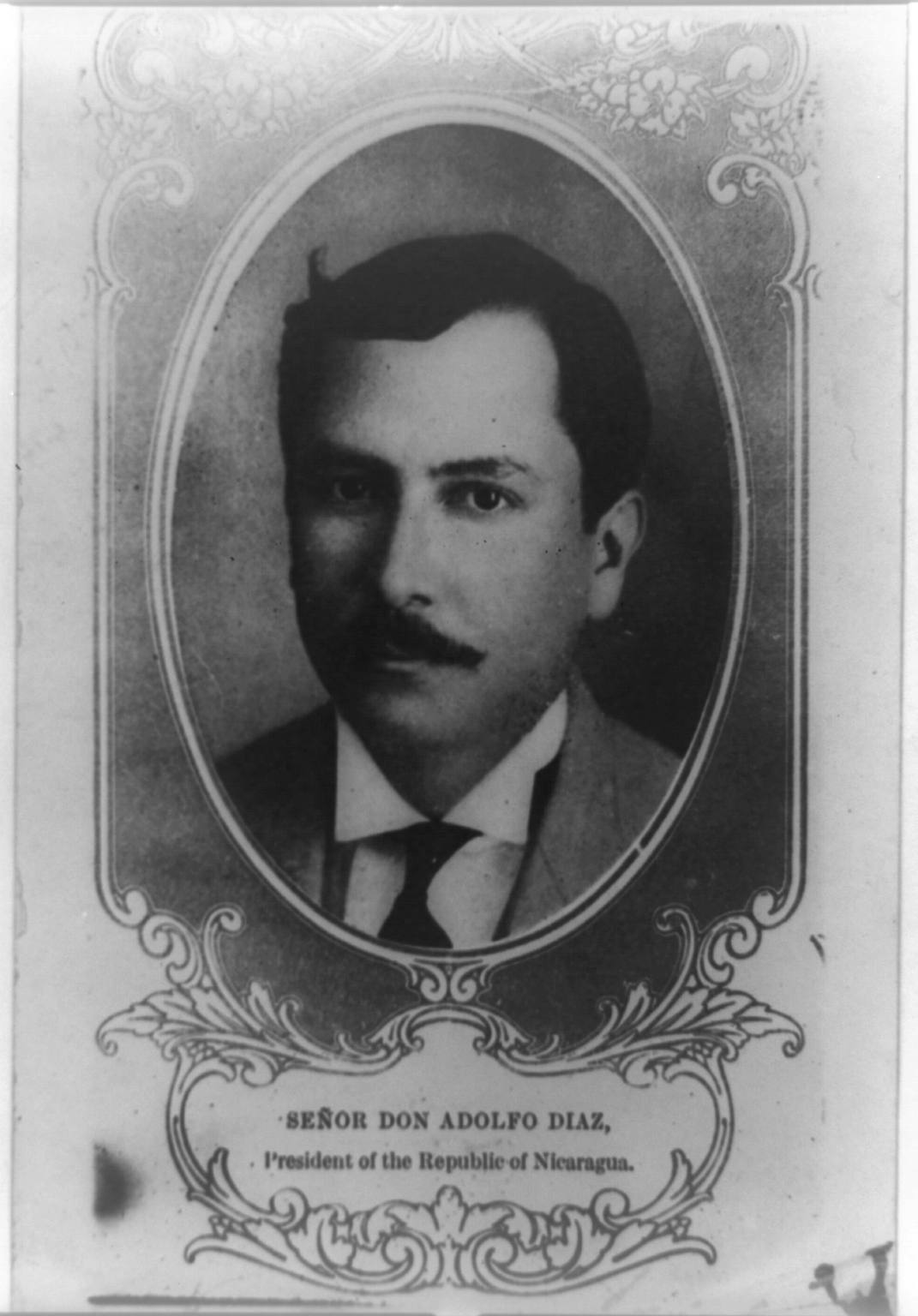
Президент Никарагуа Адольфо Диас Ресинос

## Родились
См. также: Категория: Родившиеся в 1926 году
- 15 января — Рафик Нишанов, советский политический деятель (ум. в 2023).
- 21 января — Стив Ривз, американский актёр и культурист (ум. в 2000).
- 31 января — Лев Русов, советский живописец (ум. в 1987).
- 2 февраля — Валери Жискар д’Эстен, президент Франции (в 1974—1981) (ум. в 2020).
- 4 февраля — Константинас Богданас, литовский скульптор (ум. в 2011).
- 6 февраля — Владимир Заманский, советский и российский актёр, народный артист РСФСР (1988).
- 12 февраля — Ольга Воронец, советская и российская певица в жанре народной и эстрадной музыки, народная артистка РСФСР (ум. в 2014).
- 14 февраля — Антониу Алва Роза Коутинью, португальский адмирал, революционер, один из лидеров «Революции гвоздик» (ум. в 2010).
- 20 февраля — Зина Портнова, советская подпольщица, партизанка, Герой Советского Союза (1958, посм.) (ум. в 1944).
- 26 февраля — Анна Иващенко, колхозница, Герой Социалистического Труда (1971) (ум. в 2013).
- 6 марта
  - Анджей Вайда, польский режиссёр театра и кино (ум. в 2016).
  - Алан Гринспен, американский экономист, председатель Совета управляющих Федеральной резервной системы США в 1987—2006 годах.
- 10 марта — Александр Зацепин, советский и российский композитор («Бриллиантовая рука», «Кавказская Пленница» и др.), народный артист РФ (2003).
- 11 марта — Георгий Юматов, советский и российский актёр, народный артист РСФСР (ум. в 1997).
- 12 марта — Леван Пааташвили, советский и грузинский кинооператор (ум. в 2023).
- 16 марта — Джерри Льюис, американский актёр (ум. в 2017).
- 23 марта — Арчил Гомиашвили, советский актёр театра и кино (Остап Бендер в фильме «Двенадцать стульев» Л. Гайдая) (ум. в 2005).
- 24 марта — 
  - Энгельс Козлов, советский живописец, портретист, народный художник РСФСР (ум. в 2007).
  - Дарио Фо, итальянский драматург, режиссёр, живописец. Лауреат Нобелевской премии по литературе (1997) (ум. в 2016).
- 31 марта — Джон Фаулз, британский писатель (ум. в 2005).
- 2 апреля — Джек Брэбем, австралийский автогонщик, трёхкратный чемпион Формулы-1 (ум. в 2014).
- 5 апреля — Роджер Корман, американский кинорежиссёр и продюсер (ум. в 2024).
- 9 апреля — Хью Хефнер, американский издатель, основатель и шеф-редактор журнала Playboy (ум. в 2017).
- 15 апреля — Эмма Мошковская, советская детская писательница и поэтесса (ум. в 1981).
- 18 апреля — Арсений Чанышев, советский философ и историк философии (ум. в 2005).
- 20 апреля — Калерия Кислова, режиссёр советского и российского телевидения, режиссёр программы «Время» (ум. в 2025).
- 21 апреля — Елизавета II, королева Великобритании в 1952—2022 годах (ум. в 2022).
- 25 апреля — Ефрем Соколов, 1-й секретарь ЦК КП Белорусской ССР в 1987—1990 (ум. в 2022).
- 30 апреля — Клорис Личмен, американская актриса (Оскар 1971 года за фильм «Последний киносеанс») (ум. в 2021).
- 2 мая — Егор Исаев, советский поэт и публицист (ум. в 2013).
- 8 мая — Нинель Мышкова, советская актриса театра и кино (ум. в 2003).
- 8 мая — Дэвид Аттенборо, британский режиссёр-документалист и телеведущий.
- 10 мая — Владимир Татосов, советский и российский актёр, народный артист РСФСР (1991), (ум. в 2021).
- 19 мая — Петер Цадек, немеций режиссёр, сценарист, переводчик (ум. в 2009).
- 29 мая — Абдулай Вад, президент Сенегала (2000—2012).
- 30 мая — Нина Агапова, советская и российская актриса (ум. в 2021).
- 1 июня — Мэрилин Монро, американская актриса (ум. в 1962).
- 6 июня — Тамара Храмова, финская певица русского происхождения (ум. в 2003).
- 7 июня — 
  - Андрей Гапонов-Грехов, физик, академик АН СССР (1968), Герой Социалистического Труда (1986), основатель и директор (1976—2003) Института прикладной физики в Нижнем Новгороде (ум. в 2022).
  - Сара Монтес, мексиканская актриса
- 8 июня — Олег Кошевой, участник и один из организаторов подпольной организации «Молодая гвардия», Герой Советского Союза (1943, посмертно) (ум. в 1943).
- 26 июня — Жером Лежён, французский генетик (ум. в 1994).
- 28 июня — Мел Брукс, американский кинорежиссёр, актёр и продюсер.
- 30 июня — Пол Берг, американский химик, лауреат Нобелевской премии (1980) (ум. в 2023).
- 4 июля — Альфредо Ди Стефано, аргентинский и испанский футболист (ум. в 2014).
- 14 июля — Гарри Дин Стэнтон, американский киноактёр (ум. в 2017).
- 20 июля — Георгий Иванович Зубков, советский и российский журналист-международник (ум. в 2022).
- 21 июля — Норман Джуисон, канадский кинорежиссёр (ум. в 2024).
- 28 июля — Инна Макарова, советская и российская киноактриса, народная артистка СССР (1985) (ум. в 2020).
- 2 августа — Игорь Спасский, конструктор подводной лодки «Курск», академик АН СССР (1987), Герой Социалистического Труда (ум. в 2024).
- 3 августа — Тони Беннетт, американский певец (ум. в 2023).
- 10 августа — Николай Алексеевич Мокров, советский и российский живописец, мастер лирического пейзажа. Заслуженный художник РФ. (ум. в 1996).
- 13 августа — Фидель Кастро, лидер Кубинской революции и глава кубинского государства (ум. в 2016).
- 14 августа — Рене Госинни, французский писатель и издатель (ум. в 1977).
- 17 августа — Цзян Цзэминь, китайский политик, 5-й председатель КНР (ум. в 2022).
- 2 сентября — Евгений Леонов, советский актёр театра и кино, народный артист СССР (ум. в 1994).
- 6 сентября — Синъити Хоси, японский писатель-фантаст (ум. в 1997).
- 25 сентября — Энтони Стэффорд Бир, теоретик и практик кибернетики (ум. в 2002).
- 9 октября — Евгений Евстигнеев, советский актёр театра и кино, народный артист СССР (ум. в 1992).
- 12 октября — Никита Симонян, советский футболист и тренер.
- 13 октября — Глеб Максимов, советский учёный и инженер-конструктор, один из создателей первого искусственного спутника Земли (ум. в 2001).
- 15 октября — Эван Хантер, (псевдоним Эд Макбейн), американский писатель, автор детективов, пьес и телесценариев (ум. в 2005).
- 15 октября — Генрих Альтшуллер (псевдоним Генрих Альтов), русский писатель-фантаст и изобретатель (ум. в 1998).
- 18 октября — Чак Берри, американский певец, гитарист, автор песен, один из родоначальников рок-н-ролла (ум. в 2017).
- 22 октября — Спартак Мишулин, советский актёр театра и кино, народный артист РСФСР (ум. в 2005).
- 25 октября — Галина Вишневская, советская оперная певица, актриса, народная артистка СССР (ум. в 2012).
- 3 ноября — Валдас Адамкус, президент Литвы в 1998—2003 и в 2004—2009 годах.
- 8 ноября — Людмила Аринина, советская актриса театра и кино, заслуженная артистка РСФСР (1976).
- 17 ноября — Котэ Махарадзе, советский спортивный комментатор, актёр, народный артист Грузинской ССР (ум. в 2002).
- 25 ноября — Пол Уильям Андерсон, американский писатель-фантаст (ум. в 2001).
- 26 ноября — Маргарита Назарова, советская певица и киноактриса, дрессировщица тигров, артистка цирка (ум. в 2005).
- 7 декабря — Пётр Вельяминов, советский актёр театра и кино, народный артист РСФСР (ум. в 2009).
- 26 декабря
  - Хина Пельон, кубинская художница и поэтесса (ум. в 2014).
  - Екатерина Савинова, советская актриса, заслуженная артистка РСФСР (ум. в 1970).

## Скончались
См. также: Категория:Умершие в 1926 году
- 15 марта — Дмитрий Андреевич Фурманов, русский советский писатель (род. 1891).
- 27 марта — Алексей Алексеевич Брусилов, русский и советский военачальник и военный педагог (род. 1853).
- 27 марта — Джордж Везина, профессиональный канадский хоккеист, вратарь (род. 1887).
- 6 апреля — Джованни Амендола, итальянский политический деятель, один из лидеров Авентинского блока (род. в 1882).
- 21 мая — Рональд Фербенк, английский писатель (род. 1886).
- 25 мая — Симон Васильевич Петлюра, украинский политический деятель (род. 1879).
- 10 июня — Антонио Гауди, знаменитый испанский (каталонский) архитектор (род. 1852).
- 23 июля — Виктор Михайлович Васнецов, русский художник (род. 1848).
- 6 июля — Аким Львович Волынский, российский литературный и театральный критик, историк искусства, философ, писатель (род. 1861).
- 7 июля — Фёдор Осипович Шехтель, русский архитектор и художник (род. 1859).
- 29 июня — Фридрих Карл Гинцель, австрийский астроном (род. 1850).
- 20 июля — Феликс Эдмундович Дзержинский, российский революционер, советский политический и государственный деятель, глава ряда наркоматов, основатель и глава ВЧК (род. 1877).
- 1 августа — Ян Каспрович, польский поэт, драматург, литературный критик, переводчик (род. 1860).
- 23 августа — Рудольф Валентино, знаменитый американский киноактёр итальянского происхождения, одна из величайших звёзд и общепризнанный секс-символ эпохи немого кино (род. 1895).
- 26 ноября — Леонид Борисович Красин, российский революционер, советский государственный и партийный деятель (род. 1870).
- 5 декабря — Клод Моне, французский художник (род. 1840).
- 29 декабря — Райнер Мария Рильке, австрийский поэт (род. 1875).

## Нобелевские премии
- Физика — Жан Батист Перрен — «За работу по дискретной природе материи и в особенности за открытие седиментационного равновесия».
- Химия — Теодор Сведберг — «За работы в области дисперсных систем».
- Медицина и физиология — Йоханнес Фибигер — «За открытие карциномы, вызываемой Spiroptera».
- Литература — Грация Деледда — «за поэтические сочинения, в которых с пластической ясностью описывается жизнь её родного острова, а также за глубину подхода к человеческим проблемам в целом»[18].
- Премия мира — Аристид Бриан и Густав Штреземан — «За роль в заключении Локарнского пакта и дружественном диалоге Франции и Германии после многих лет недоверия».